# Heterocarpus lepidus
Heterocarpus lepidus är en kräftdjursart som beskrevs av De Man 1917. Heterocarpus lepidus ingår i släktet Heterocarpus och familjen Pandalidae. Inga underarter finns listade i Catalogue of Life.